# Pterolophia clarior
Pterolophia clarior là một loài bọ cánh cứng trong họ Cerambycidae.